# Astragalus biarjmandicus
Astragalus biarjmandicus är en ärtväxtart som beskrevs av Dieter Podlech och Zarre. Astragalus biarjmandicus ingår i släktet vedlar, och familjen ärtväxter. Inga underarter finns listade i Catalogue of Life.